# Adagio
Udtrykket adagio er en tempobetegnelse brugt i forbindelse med musik. Den betegner et langsomt tempo mellem den hurtigere andante og den langsommere largo.
I den klassiske sonateform (se også symfoni) er den tredje eller fjerde sats ofte en adagio.
En adagio kan også, i ballet, være en stille dans, hvor danseren skal være i perfekt balance i lange forløb.
Adagietto er en lille adagio. Mere flydende end adagio. Kan også anvendes for en kort adagiokomposition.
Musikstykket Adadio i g-mol tilskrives ofte den italienske barokkomponist Tomaso Albinoni og er da hans populæreste værk. Stykket kan muligvis være skrevet af den italienske musikolog Remo Giazotto en gang efter 2. Verdenskrig.
Et andet populært musikstykke med tempobetegnelsen er Samuel Barbers Adagio for strygere der blev komponeret i 1930'erne, —
et af de sørgeligste musikstykke ifølge en afstemning blandt britiske radiolyttere.